# Joe Barresi
Joe Barresi is een producer van Amerikaanse afkomst. Hij heeft met verschillende bands gewerkt, zoals Kyuss, The Melvins, Queens of the Stone Age, Tomahawk, L7, Bad Religion en Jesus Lizard. Een van de door hem geproduceerde albums is New Maps of Hell van Bad Religion (2007).